# شاپرک سیبری
شاپرک سیبری (نام علمی: Coleophora sibirica) نام یک گونه از سرده غلاف‌دارها است.